# Shining Resonance Refrain
Shining Resonance Refrain es un videojuego de rol de acción desarrollado por O-Two Inc. y distribuido por Sega. Originalmente desarrollado por Media.Vision, es una entrega de la serie Shining de Sega y una versión expandida y remasterizada del juego exclusivo de Japón Shining Resonance lanzado para la PlayStation 3 en 2014. Mientras que el lanzamiento original no fue traducido al Inglés, Refrain fue lanzado a nivel mundial en julio de 2018 para Nintendo Switch, Playstation 4, Windows y Xbox One.
Para esta entrega regresaron varios miembros que trabajaron en títulos previos de la serie Shining, incluyendo el diseñador de personajes Tony Taka y los compositores del grupo Elements Garden. Tras su lanzamiento, Shining Resonance Refrain recibió reseñas mixtas de los críticos, aunque el juego les resultase agradable y aclamaran su sistema de combate, criticaron algunos aspectos de la presentación y su falta de originalidad.

## Jugabilidad
El juego se comporta como un videojuego de rol japonés tradicional con batallas de acción similares a la serie de Tales. Las interacciones entre el personaje principal y otros personajes jugables afectan al «nivel de relaciones» del jugador; charlar al descansar o acampar inicia cinemáticas especiales, las cuales pueden llevar a escenas de citas al día siguiente.

## Trama
El juego sigue a Yuma Ilvern quien contiene al espíritu del Dragón Resplandeciente, un dragón antiguo que murió en una guerra pasada. Al comienzo del juego Yuma se encuentra encerrado en la Prisión de Gaelritz mientras que Sonia Blanche y Kirika Towe Alma intentan acudir a su rescate. Tras una confrontación con Excella Noa Aura y sus tres lanzas, Yuma invoca la Hoja del Dragón Resplandeciente, el Vanderhorn. Logran escapar montando al Dragón luego de que Yuma se transforma en él y regresan a Marga, la capital de Astoria. Cuando despierta convertido nuevamente en Yuma, se une a Astoria en su guerra contra el Imperio junto a los Dragoneantes y la Princesa de Astoria en un intento de traerle paz a su gente.

## Desarrollo y lanzamiento
El juego fue anunciado en mayo de 2014 bajo el título de Shining Resonance como el título más reciente de la serie de Shining. El juego fue desarrollado por Media.Vision y contaba con ilustraciones del artista de personajes Tony Taka. El juego tuvo un lanzamiento exclusivo en Japón más tarde ese año para PlayStation 3. En noviembre de 2017, una remasterización, Shining Resonance Refrain, fue anunciada para PlayStation 4. La remasterización se encontraba un 90% completa en el momento de su anuncio, y aunque no hubo declaraciones de un lanzamiento en inglés, Sega declaró que estaban considerando una audiencia a nivel mundial para la serie, a diferencia de la mayoría de sus lanzamientos recientes en la serie que se quedaron en Japón. En febrero de 2018, Sega anunció que el juego recibiría una localización al inglés, y que también sería lanzado para Nintendo Switch, Windows y Xbox One. El juego fue lanzado en julio de 2018.
La versión remasterizada contiene múltiples incorporaciones nuevas al Shining Resonance original. El juego contiene un nuevo modo que cuenta un lado alternativo de la historia principal. No necesita ser desbloqueado ya que se encuentra disponible antes de empezar una nueva partida, aunque los desarrolladores dijeron que más allá de que la historia paralela no afecta a la historia principal, tendrá más sentido si se juega esta última primero. Dos miembros de grupo adicionales, Excella y Jinas, también son incorporados; porque si bien estuvieron presentes en el juego previo, nunca fueron jugables. Más de 150 DLCs del juego de PS3 están incluidos en la remasterización.

## Recepción
| Agregador  | Puntaje                                        |
| ---------- | ---------------------------------------------- |
| Metacritic | NS: 70/100 PC: 68/100 PS4: 67/100 XONE: 74/100 |

| Publicación           | Puntaje |
| --------------------- | ------- |
| Nintendo Life         | [ 17 ]  |
| Nintendo World Report | 7/10    |
| Push Square           | [ 19 ]  |
| RPGamer               | [ 20 ]  |

Shining Resonance Refrain obtuvo una recepción mixta de acuerdo al sitio web de agregación de reseñas Metacritic. La versión de PlayStation 3 fue el quinto juego más vendido en su semana de lanzamiento en Japón con aproximadamente 67,000 copias vendidas.